# Laimella minuta
Laimella minuta är en rundmaskart som beskrevs av Vitiello 1970. Laimella minuta ingår i släktet Laimella och familjen Comesomatidae. Inga underarter finns listade i Catalogue of Life.